# Ralf Walter
Ralf Walter (n. 15 martie 1958, Andernach, RFG) este un om politic german, membru al Parlamentului European în perioada 1994-2009 din partea Germaniei.